# Bote (recipiente)

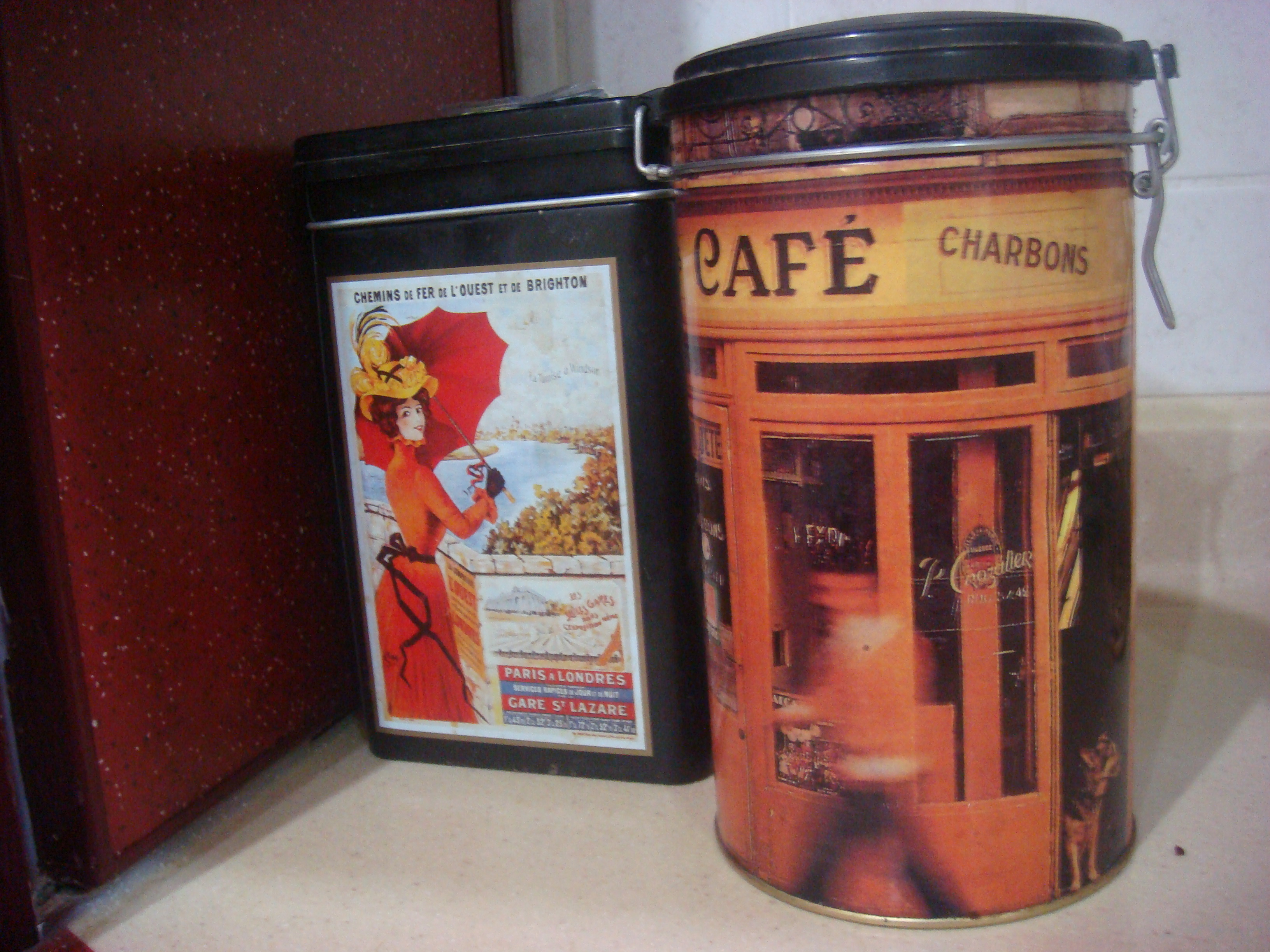
Lata y bote de café.

Bote es un recipiente de pequeño o mediano tamaño, por lo general cilíndrico y provisto de una tapadera, usado para guardar, conservar o almacenar líquidos o sólidos. La definición de la Real Academia Española, en la segunda acepción del término 'bote', lo relaciona con pote. Como envase puede fabricarse en distintos materiales, siendo los más habituales los metálicos, cerámicos y de vidrio. Se usa como sinónimo de tarro y lata.
Voz recogida por Nebrija en su Vocabulario español-latino (1494), enunciado como Bote de conserva.Conditorium.ij. En alfarería y cerámica es una vasija que desde la Antigüedad ha evolucionado desde el basto receptáculo de terracota hasta delicados ejemplares vidriados de loza o porcelana, como el botamen de farmacia.

## Construcciones lingüísticas
Entre las más populares o de uso coloquial, pueden citarse:
- Está de bote en bote, cuando un local está lleno de gente.
- Le tengo en el bote, cuando una mujer considera que ha conquistado a un hombre; puede hacerse extensivo a tener algo o alguien comprado, resuelto o a tu merced.
- ¿La mayonesa es casera o de bote?, para ponderar la calidad de los alimentos hechos en casa.
- Chupar del bote, vivir de prestado.

## Botes de museo

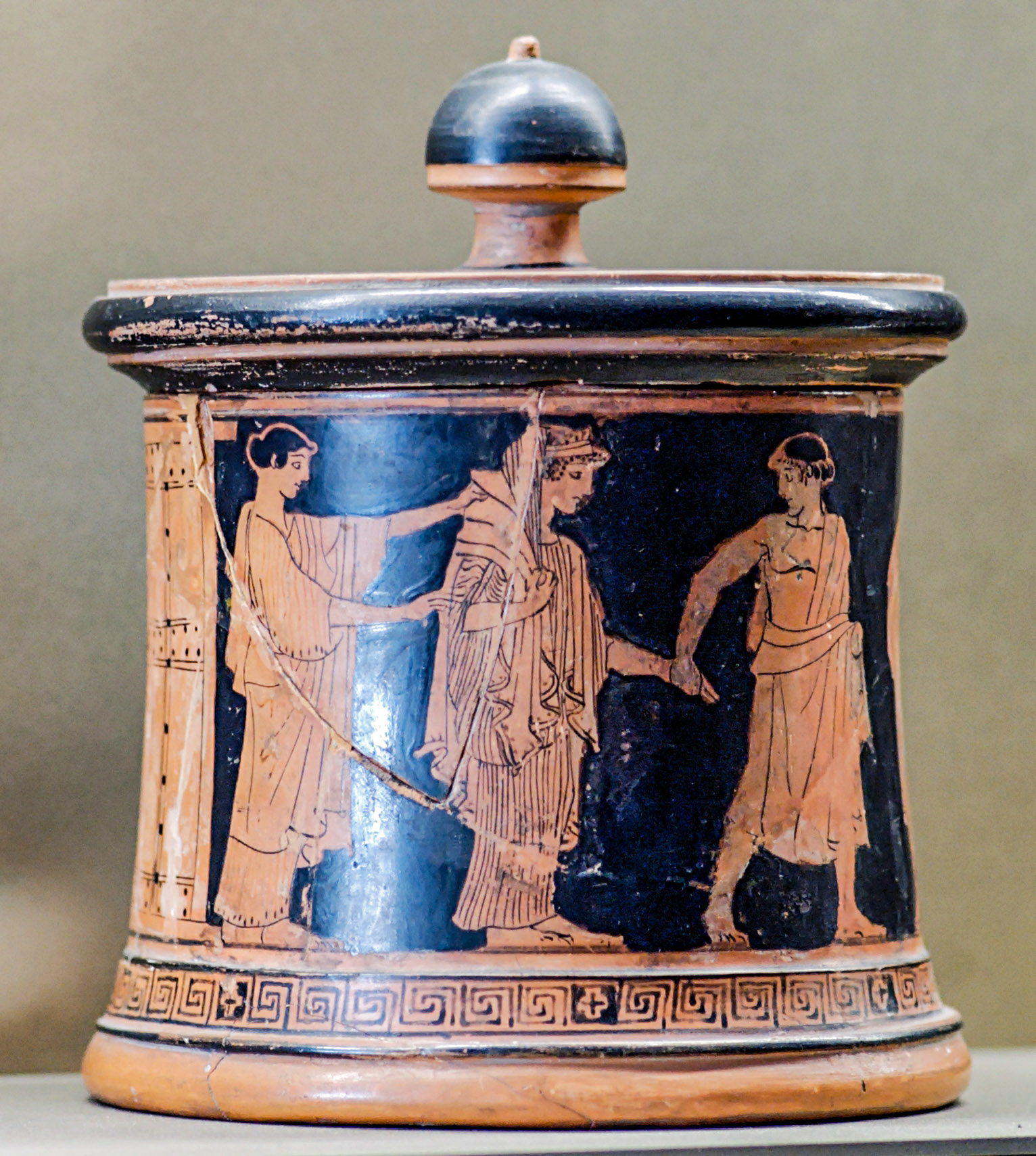
Pyxis ateniense del siglo V a. C.
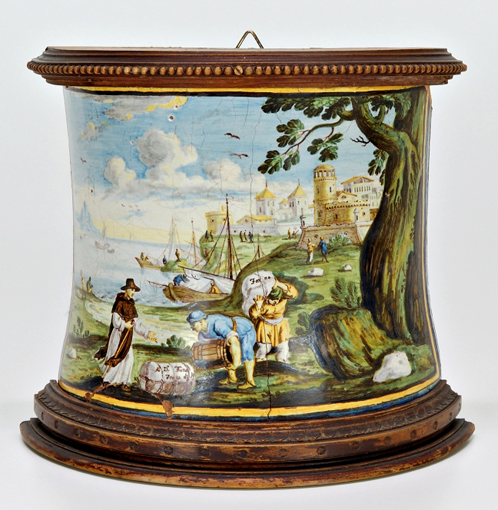
Albarelo decorado con un desembarco en el muelle de Nápoles (siglo XVIII). Museo Internacional de Cerámica de Faenza.
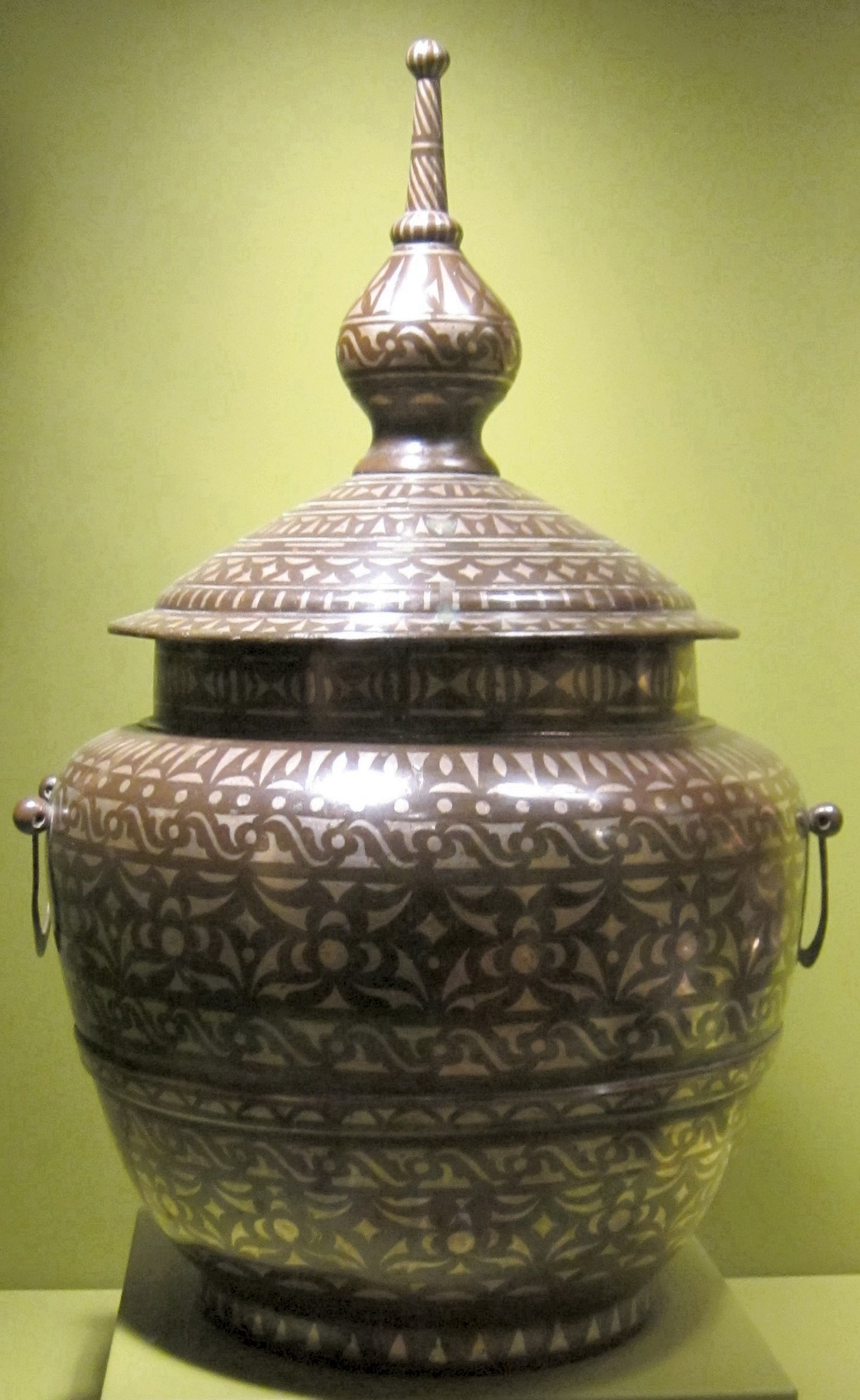
Gadur de plata de Mindanao. Honolulu Academy of Arts.
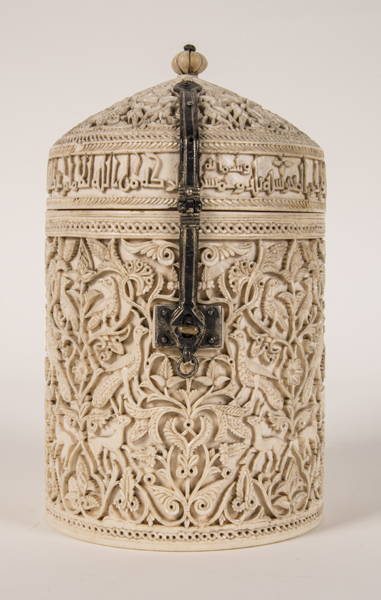
Bote de Zamora, urna de marfil fabricada en el Califato de Córdoba y conservado en el Museo Arqueológico Nacional.